# Sisyrinchium johnstonii
Sisyrinchium johnstonii là một loài thực vật có hoa trong họ Diên vĩ. Loài này được Standl. miêu tả khoa học đầu tiên năm 1937.